# Dorlisheim
Dorlisheim es una localidad y comuna francesa, situada en el distrito de Molsheim, departamento del Bajo Rin en la región de Alsacia. Tiene una población de 2.167 habitantes, con una densidad de 188 h/km².
El estudio de la etimología del nombre recuerda la existencia de un lago en la carretera con dirección a Mutzig conocido como Dorros, nombre que a su vez remonta de Thorohoze, donde Thor es la divinidad nórdica de la guerra y Holz significa el bosque. En el 1779 era conocido como Dorrotzheim.
El pueblo perteneció a la abadía de Murbach entre el 735 y el 1068. Durante la rebelión popular contra el obispo de Estrasburgo, Dorlisheim fue atacado por los estrasburgueses en 1262 y más tarde por las tropas del duque de Lorena en 1592 tras haber abrazado el protestantismo desde 1523. Durante la Guerra de los treinta años, los austriacos del general Montecuculi destruyeron las puertas defensivas de la localidad en el 1632, mientras que la epidemia de peste declarada a partir del 1648 diezmó la población hasta reducirla a únicamente 30 supervivientes.
- Datos: Q22810
- Multimedia: Dorlisheim / Q22810

1. ↑  Worldpostalcodes.org, código postal n.º 67120.
2. ↑  INSEE, Datos de población para el año 2012 de Dorlisheim (en francés).